# Eddie Ponti
Eddie Ponti, anche nella grafia Eddy Ponti, all'anagrafe Edmondo Ponti (Faenza, 2 dicembre 1929 – Faenza, 1992), è stato un giornalista, critico musicale e conduttore radiofonico italiano.

## Biografia
Eddie (o, talvolta, Eddy) Ponti inizia la sua attività come conduttore radiofonico su Radio Monte Carlo. A questa attività affianca quella di presentatore e giornalista musicale. Scrive per riviste come Best, Super Sound, Nuovo Sound e altre. Negli anni sessanta e settanta presenta la maggior parte delle rassegne musicali e dei festival pop italiani ed è uno degli intrattenitori abituali del Piper Club di Roma.
Nel maggio del 1968 presenta il concerto della Jimi Hendrix Experience al Teatro Brancaccio di Roma. Nell'ottobre del 1970 è il presentatore del Festival pop di Caracalla, primo festival del rock progressive italiano. Parte del concerto di Caracalla sarà ripreso e inserito nel film Terzo canale - Avventura a Montecarlo del regista Giulio Paradisi che vede la partecipazione, tra gli altri, di complessi quali New Trolls, The Trip, gruppi vocali (Four kents , Ricchi e Poveri) e cantanti (Mal, Sheila). L'ultima manifestazione, con cui ha concluso la sua carriera di presentatore, è stato il IV Festival di musica d'avanguardia e di nuove tendenze che si svolse a Roma, a Villa Borghese, nel 1974.
Nel 1973 partecipa al primo album di Renato Zero, No! Mamma, no!: sua la voce che apre il disco presentando lo spettacolo, sempre lo stesso anno presenta il Festival Pop di Viterbo dove hanno partecipato artisti come Alan Sorrenti, Mauro Pelosi e molti altri. 
La sua ultima intervista viene rilasciata nel 1990 a Giordano Sangiorgi, futuro patron del MEI - Meeting delle Etichette Indipendenti, per il libro Faenza e' Rock realizzato insieme a Carlo Lucarelli e Angelo Farina, È stato ricordato il 25 maggio 2022 all'apertura della mostra per i 50 anni dal Festival Prog a Roma di Villa Pamphili del quale è stato conduttore e organizzatore. 

### Morte
Muore a Faenza, sua città natale, nel 1992.